# Jankowskia
Jankowskia is een geslacht van vlinders van de familie spanners (Geometridae), uit de onderfamilie Ennominae.

## Soorten
- J. athleta Oberthür, 1884
- J. fuscaria Leech, 1891
- J. pseudathleta Sato, 1980
- J. taiwanensis Sato, 1980